# La Malédiction de Strahd
La Malédiction de Strahd est une campagne pour la 5ème édition du jeu de rôle Donjons & Dragons. L'ouvrage est paru en anglais le 15 mars 2016 et en français en décembre 2018. La campagne est basée sur le module Ravenloft publié en 1983.

## Contenu
Les aventuriers sont mystérieusement transportés dans le royaume de Barovie. Ce royaume est entouré d'un brouillard mortel et gouverné par le sorcier vampire Strahd von Zarovich.
Au cours de cette campagne, les aventuriers vont parcourir la Barovie. Ils y rencontreront diverses situations et créatures traditionnelles de l'horreur gothique : vampires, loups, brumes mystérieuses ...
À l'aide d'un jeu de tarot, le maître du donjon peut randomiser des parties de l'aventure, ce qui augmente la rejouabilité. Ce module d'aventure est conçu pour emmener quatre à six personnages joueurs du niveau 1 au niveau 10.

## Accueil